# Bohart Museum of Entomology
Il Bohart Museum of Entomology è stato fondato nel 1946 ed è ubicato nel campus della Università della California, Davis sin dall'atto della sua fondazione. 
Il museo attualmente espone una delle più grandi collezioni di insetti di tutto il Nord America con oltre sette milioni di esemplari fra artropodi terrestri e d'acqua dolce con una percentuale del 90% di insetti. La collezione è di portata mondiale con l'emisfero occidentale, Indonesia, Australia particolarmente ben rappresentate. Oltre all'esposizione il museo svolge un'importante azione a sostegno della ricerca e della entomologia forense, oltre che di divulgazione e didattica. Le aree di specializzazione comprendono l'ordine tassonomico degli insetti imenotteri, artropodi (non-insetti)  d'acqua dolce, e insetti e fauna della California. Il Professore emerito di entomologia Richard M. Bohart è stato il fondatore del museo e nel 1986 il museo è stato chiamato così in suo onore.
Il museo è strettamente legato al Dipartimento di Entomologia della University of California e fornisce sostegno alla ricerca per il reparto. 
Ogni anno una media di 30.000 esemplari vengono aggiunti alla collezione. Questi esemplari provengono da studi sul campo del museo e dai programmi di ricerca degli studenti. C'è anche un numero considerevole di esemplari donati al museo da parte dei membri del Museo e da società esterne. Sono stimati che circa 7.400 esemplari del museo vengono dati in prestito ogni anno ai ricercatori nazionali e internazionali. Ricercatori locali, nazionali e internazionali utilizzano gli esemplari della collezione del museo in almeno 18 pubblicazioni all'anno in aggiunta all'attività pubblicazione del personale universitario stesso.
Il Museo Bohart vanta una media di 12.000 visitatori all'anno. Direttrice del museo è la professoressa Lynn Kimsey.